# Сагарра, Альсидес
Альси́дес Сага́рра Ка́ро (исп. Alcídes Sagárra Cáro) — кубинский тренер по боксу, возглавлял национальную сборную Кубы по боксу с 1964 по 2000 годы. Герой Труда Республики Куба (1987).

## Биография
Альсидес Сагарра родился 18 августа 1936 года в городе Сантьяго-де-Куба. Любительским боксом активно занимался с 1951 по 1956 год. Провел около 120 боев, проиграл лишь несколько.
В молодые годы Альсидес болел астмой. По его словам, занятие спортом помогло ему избавиться от этого недуга.
В 1956 году принял решение завершить боксерскую карьеру и не переходить в профессионалы. Его тренер предложил Альсидесу стать его помощником. В возрасте 20 лет Сагарра начал тренерскую карьеру.
Учился в СССР: окончил Киевский институт физкультуры, получив ученую степень кандидата педагогических наук. В настоящее время имеет степень доктора наук.
Сагарра был инициатором создания Ассоциации любительского бокса Кубы.
В 1964 году Альсидес Сагарра назначен главным тренером сборной Кубы по боксу. На этом посту он проработал до 2000 года.
С 1969 по 1972 годы Сагарра в сборной работал вместе с выдающимся советским тренером по боксу Андреем Червоненко, который был командирован на Кубу для помощи в становлении кубинского бокса. Впоследствии Альсидес Сагарра сказал в интервью:

У нас на Кубе до сих пор с признательностью и уважением вспоминают Андрея Червоненко, который возрождал наш бокс в конце 60-х--начале 70-х годов прошлого века. Ведь именно он воспитал гордость Кубы - трехкратного олимпийского чемпиона Теофило Стивенсона. А когда срок командировки подошел к концу - передал мне, рассмеявшись: "Главное - не испорть..." 
Сборная Кубы под его руководством выиграла в командном зачете на первом чемпионате мира по любительскому боксу, который прошел в Гаване в 1974 году. Кубинская сборная побеждала также на чемпионатах мира в 1978, 1982, 1986, 1991, 1993 и 1995  годах.
Кубинские боксеры под руководством Сагарры побеждали в командном зачете на Олимпийских играх 1980, 1992 и 1996 годах.
Всего подопечные Саггары завоевали 47 олимпийских медалей и 87 призовых мест на чемпионатах мира. Среди его учеников были такие великие боксеры, как Теофило Стивенсон и Феликс Савон.
Сагарра назван в числе трех величайших тренеров XX века Латинской Америки по всем видам спорта.
После ухода с поста главного тренера сборной Сагарра занимал должность руководителя за техническое оснащение национальной команды.

## Награды и звания
- Герой Труда Республики Куба (1987)[3].
- Имеет многочисленные государственные и международные награды
- Почетный заслуженный тренер СССР
- Доктор наук

## См.также
- Червоненко, Андрей Кондратьевич